# Бърлингейм Дейли Нюз
„Бърлингейм Дейли Нюз“ (на английски: Burlingame Daily News) е безплатен всекидневник, който излиза за Бърлингейм, щата Калифорния. „Бърлингейм Дейли Нюз“ се издава шест дни през седмицата с дневен тираж от 7000 броя. Вестникът е основан на 9 август 2000 г. от Дейв Прайс и Джим Павелич, които също издават Пало Алто Дейли Нюз. Може да се намери в червени безплатни автомати за вестници по улиците на Бърлингейм, също се разпространява по магазини, кафенета, ресторанти, училища и големи работодатели. Бърлингейм Дейли Нюз с още пет вестника от поредицата „Дейли Нюз“ са продадени на издателите Найт Ридър през 2005 г.